# Piper capitarianum
Piper capitarianum är en pepparväxtart som beskrevs av Truman George Yuncker. Piper capitarianum ingår i släktet Piper och familjen pepparväxter. Inga underarter finns listade i Catalogue of Life.